# 近畿化学協会
一般社団法人 近畿化学協会（きんきかがくきょうかい、英語: Kinka Chemical Society, Japan (KINKA)）は、日本の学術研究団体の一つ。

## 概要
1919年1月18日設立。学術研究団体としての種別は単独学会である。
化学を学術研究領域とし、科学技術の基盤を担う化学及び化学技術の専門家集団としてその知識を結集し、学際研究や異種産業技術間の連携・交流の場となり、新技術開発を奨励することで科学技術の振興と社会経済の発展に貢献することを目的としている。
国際会議としては、国際有機化学京都会議を主催している。

## 沿革
- 1919年 - 近畿化学者会設立。
- 1924年 - 近畿化学工業会に改称。
- 1984年 - 社団法人近畿化学協会設立。
- 2012年 - 一般社団法人近畿化学協会へ移行。

## 刊行物

### 近畿化学工業界
- 誌名（和文）：近畿化学工業界
- 誌名（欧文）：Kinki Kagaku Kogyokai
- 創刊年：1949
- 資料種別：解説誌・一般情報誌
- 使用言語：日英混在
- 発行形態：印刷体
- 著作権帰属先：学会
- クリエイティブコモンズ：定めていない
- 購読：有料

### エレクトロニクス　コミュニケーション
- 誌名（和文）：エレクトロニクス　コミュニケーション
- 誌名（欧文）：Electronics Communications
- 創刊年：1991
- 資料種別：解説誌・一般情報誌
- 使用言語：日英混在
- 発行形態：印刷体
- 著作権帰属先：学会
- クリエイティブコモンズ：定めていない
- 購読：有料